# Pic barbu
Chloropicus namaquus
Espèce
Statut de conservation UICN

 LC  : Préoccupation mineure
Synonymes
- Thripias namaquus

Le Pic barbu (Chloropicus namaquus) est une espèce d'oiseau de la famille des Picidae. 

## Répartition
Son aire de répartition s'étend sur le Tchad, la République centrafricaine, l'Angola, le Botswana, la République démocratique du Congo, l'Éthiopie, le Kenya, le Malawi, Mozambique, la Namibie, le Rwanda, la Somalie, l'Afrique du Sud, le Soudan, le Swaziland, la Tanzanie, l'Ouganda, la Zambie et le Zimbabwe.